# Cerodontha imbuta
Cerodontha imbuta este o specie de muște din genul Cerodontha, familia Agromyzidae, descrisă de Johann Wilhelm Meigen în anul 1838.
Este endemică în Germania. Conform Catalogue of Life specia Cerodontha imbuta nu are subspecii cunoscute.